# Tesco
Tesco ist eine britische Supermarktkette und Großbritanniens größte Handelskette. Weltweit betreibt Tesco 4.859 Supermärkte und beschäftigt mehr als 336.000 Mitarbeiter. Außerhalb des Vereinigten Königreichs ist die Kette in Irland, Tschechien, der Slowakei, Ungarn, Thailand und Malaysia mit Filialen vertreten (Stand 2023).

## Geschichte

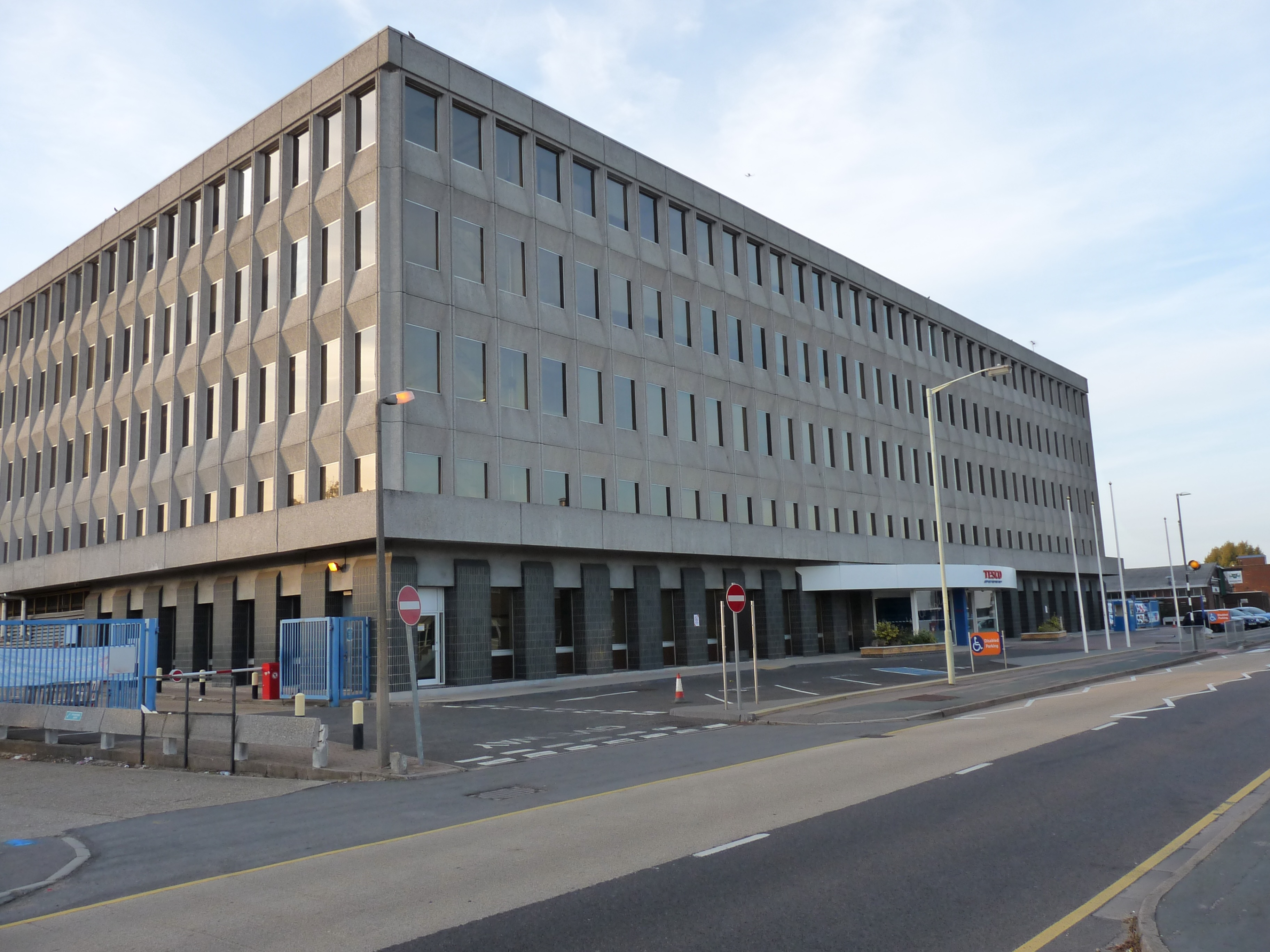
Tesco House – Der Sitz von Tesco im englischen Cheshunt (2009)

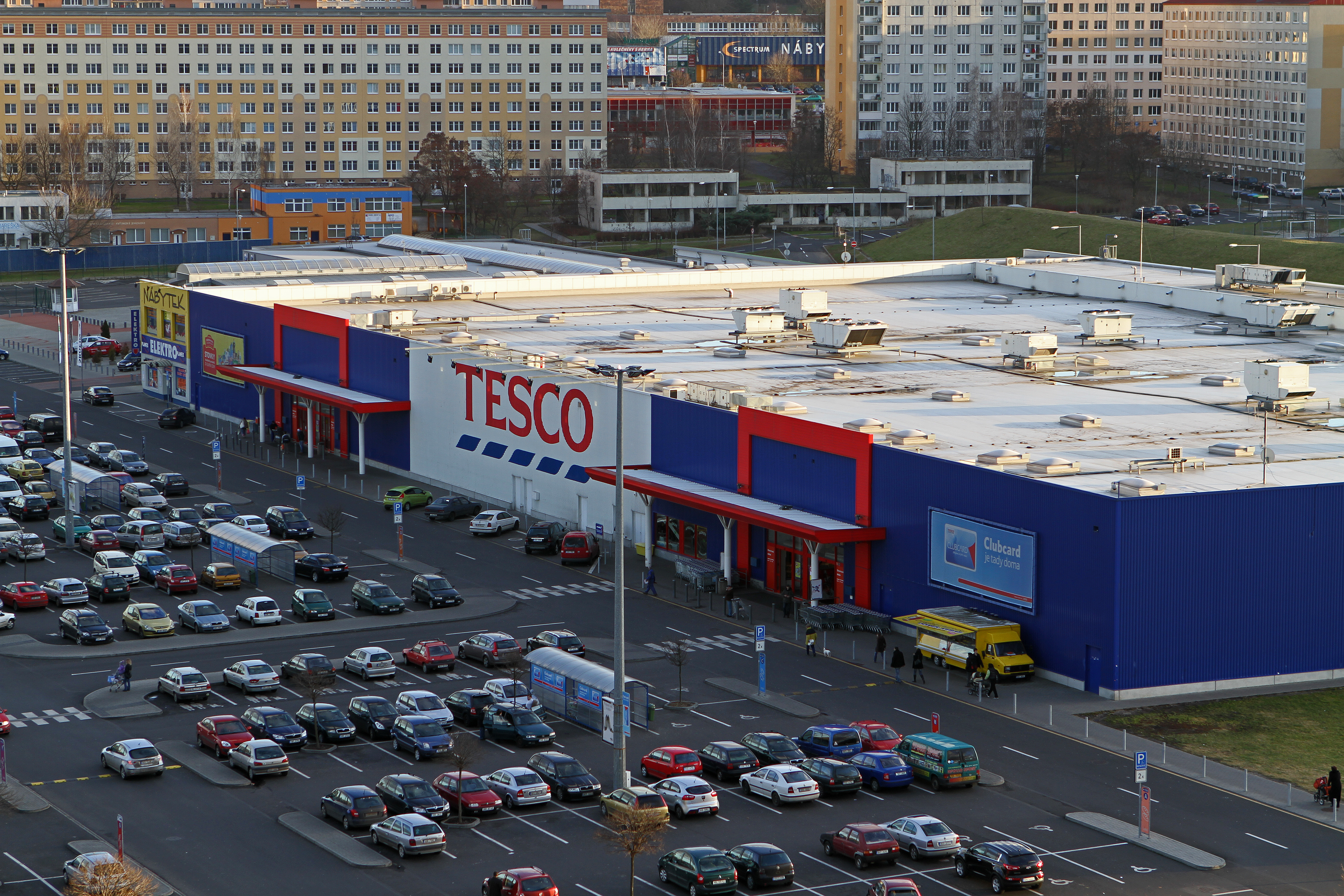
Tesco Supermarkt im tschechischen Most (2012)

Die Ursprünge des Konzerns reichen bis ins Jahr 1919 zurück, als der Unternehmer Jack Cohen einen Marktstand im Londoner East End eröffnete. Den ersten Warenbestand hatte er mit dem Entlassungsgeld erworben, welches ihm beim Austritt aus dem britischen Royal Flying Corps gezahlt worden war. 1924 begann Cohen mit dem Vertrieb seiner ersten Eigenmarke, Tesco Tea. Den Namen hatte er aus den Initialen seines Teehandelspartners T.E. Stockwell sowie den ersten beiden Buchstaben seines eigenen Nachnamens gebildet.
Die ersten beiden Ladengeschäfte öffneten 1931 in Burnt Oak und Becontree, London. 1934 erwarb Jack Cohen ein Grundstück in der Angel Road, Edmonton, North London, um dort die neue Unternehmenszentrale und ein modernes Warenlager zu errichten. In den folgenden Jahren gelang es dem Unternehmer, den Wirtschaftsbetrieb durch den Aufkauf bestehender Geschäfte in den Londoner Vororten stetig zu erweitern. 1947 wurden zum Preis von 25 Pence Tesco Stores Anteile erstmals an der Londoner Börse gehandelt.
Eine Erkundungsreise nach Nordamerika brachte Jack Cohen im Jahre 1948 zu dem Entschluss, seine Märkte auf Selbstbedienung umzustellen. Die Eröffnung des ersten Ladens mit diesem neuen Verkaufskonzept erfolgte 1948 in St Albans, Hertfordshire, und führte zunächst zu gemischten Kundenreaktionen. Der dann einsetzende große Erfolg der Selbstbedienungsidee ermöglichte dem Unternehmen in den Jahren 1955 bis 1960 den Erwerb von mehr als 500 neuen Einzelhandelsgeschäften. 1958 eröffnete der erste Supermarkt in Maldon, Essex. Er war mit einer Bedienungstheke für Käse, Butter und Fleisch ausgestattet; diese Frischwaren wurden entsprechend dem Kundenwunsch vom Verkaufspersonal portioniert, gewogen und verpackt.
1960 begann das Unternehmen mit dem Verkauf von Hausrat und Bekleidung in ganz Großbritannien. Der Aufkauf von hunderten Konkurrenzgeschäften stärkte Tescos Marktposition weiter. 1963 wurde erstmals ein Kundenbindungsprogramm eingeführt, die sogenannten „Green Shield Stamps“. Es handelte sich dabei um Sammelmarken, die an der Kasse ausgegeben wurden und später gegen Katalogwaren eingetauscht werden konnten. 1968 eröffnete in Crawley, West Sussex, der erste Tesco Superstore mit einer Verkaufsfläche von über 3.700 m². Angeboten wurden Lebensmittel und Non-Food-Artikel.
1973 wurde die neue Unternehmenszentrale („New Tesco House“) in Cheshunt, Hertfordshire, bezogen. Im gleichen Jahr nahmen die ersten Tesco Tankstellen an größeren Marktstandorten ihren Betrieb auf. Im Jahr 1977 wurde die Ausgabe der Green Shield Stamps wieder eingestellt und stattdessen eine Niedrigpreiskampagne mit dem Namen „Checkout at Tesco“ gestartet. Zwei Jahre später verstarb der Unternehmensgründer Jack Cohen.
Das Computerzeitalter begann für Tesco 1982 mit der Einführung der ersten Digitalkassen. „Computers for Schools“, ein öffentlichkeitswirksames Wohltätigkeitsprogramm zur Verbesserung der IT-Ausstattung von Schulen, wurde 1992 initiiert und hat Lehranstalten seitdem 185 Millionen Pfund zur Verfügung stellen können. Im gleichen Jahr eröffnete der erste Tesco Metro Markt in Covent Garden, London. Bei diesem Konzept werden auf einer vergleichsweise kleinen Verkaufsfläche von ca. 930 m² auf die regionale Kundschaft zugeschnittene Produkte mit Schwerpunkt „Mittagspausensnacks“ angeboten. Ein Jahr später führte Tesco den heute noch verwendeten Werbeslogan „Every little helps.“ ein (deutsch etwa „Jedes bisschen hilft.“ oder „Kleinvieh macht auch Mist.“).
1993 stellte das Unternehmen die Eigenmarke Tesco Value vor, die sich auch heute noch in den Verkaufsregalen findet. Und 1994 eröffneten die ersten Tesco-Express-Märkte, welche über ein stark reduziertes Sortiment verfügen und für den „schnellen Einkauf unter der Woche“ gedacht waren.
1995 expandierte Tesco erstmals ins Ausland und erwarb 26 Supermärkte im Nordwesten Ungarns. Im gleichen Jahr wurde die Clubcard eingeführt, Tescos bis heute erfolgreiches Kundenbindungsprogramm, welches in den ersten zwölf Monaten fast fünf Millionen Mitglieder gewinnen konnte. Am Jahresende besaß der Konzern erstmals einen größeren Marktanteil als Mitbewerber Sainsbury’s. 1996 blieben die ersten Tescomärkte rund um die Uhr geöffnet, und das Unternehmen weitete seine Verkaufsaktivitäten auf Tschechien und die Slowakei aus.
1997 eröffnete in Pitsea, Essex, der erste Tesco Extra, das bislang größte Marktformat im Tesco-Portfolio. Gleichzeitig wagte das Unternehmen mit Tesco Finance den Einstieg ins Kundenfinanzgeschäft und eröffnete die ersten Tesco Märkte in Irland und Polen und nur ein Jahr später in Thailand (Tesco Lotus). Südkorea folgte 1999.
Im Jahr 2000 startete der Konzern mit tesco.com ins Onlinezeitalter und expandierte in den Folgejahren weiter weltweit (2002 Malaysia, 2003 Türkei und Japan, 2004 China, 2007 USA).
Zu Weihnachten 2019 fand man auf einer Weihnachtskarte eine geheime Botschaft, dass diese Karte unter Zwangsarbeit im Qingpu-Gefängnis hergestellt wurde. Tesco kündigte den Vertrag mit der Herstellerfirma. Ehemalige Gefangene berichteten, dass man seit mindestens zwei Jahren Weihnachtskarten und Verpackungen für Tesco hergestellt hat.
Im Oktober 2020 wurde Ken Murphy Nachfolger von Dave Lewis, der ab 2014 CEO der Tesco Group war.
Zum 1. März 2024 wird der frühere CEO von Aldi Süd, Matthew Barnes, CEO von Tesco UK als Nachfolger von Jason Tarry werden, der sechs Jahre lang CEO war.

## Aktionärsstruktur
Der größte Aktionär von Tesco ist der US-amerikanische Finanzkonzern BlackRock mit 6,64 %, gefolgt von der Vermögensverwaltungsgesellschaft Schroders mit 4,99 % und dem Staatlichen Pensionsfonds des Königreichs Norwegen (über Norges Bank Investment Management verwaltet) mit 3,06 %.